# 버턴 처칠

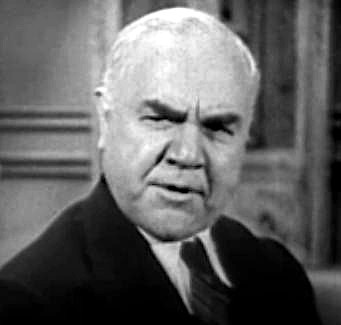

버턴 처칠(Berton Churchill, 1876년 12월 9일 ~ 1940년 10월 10일)은 캐나다의 배우, 연극 배우, 영화배우이다.
토론토에서 태어났으며 뉴욕에서 사망하였다. 포리스트 론 메모리얼 파크에 매장되었다.

## 영화
- 터너바웃 (1940년)
- 역마차 (1939년)
- 스윗하츠 (1938년)
- 포맨 앤 프레어 (1938년)
- 카우보이와 숙녀 (1938년)
- 시카고 (1937년)
- 딤플스 (1936년)
- 언더 유어 스펠 (1936년)
- 페이지 미스 글로리 (1935년) - 미스터 예이츠 어시스턴트 호텔 매니저 역
- 굽이도는 증기선 (1935년)
- 하이, 넬리! (1934년) - 존 L. 그레이엄 역
- 여인네들 (1934년)
- 키드 밀리언스 (1934년)
- 프리스트 판사 (1934년)
- 하드 투 핸들 (1933년)
- 엘머, 더 그레이트 (1933년) - 코널 모핏 역
- 첫 항해 (1933년)
- 닥터 불 (1933년)
- 투 세컨드 (1932년) - 더 워든 역
- 미국의 광기 (1932년)
- 나는 탈옥수 (1932년)